# Нино Вакарела
Нино Вакарела (на италиански: Nino Vaccarella) е италиански автомобилен състезател и пилот от Формула 1.
Състезава се с прототипи в състезания за издръжливост. През 1964 г. е победител в състезанието за 24-те часа на Льо Ман с Жан Гуше и болид на Ферари 275P.
Той е трикратен победител от популярното състезание за издръжливост „Тарга Флорио“ (Targa Florio), провеждащо се в Сицилия, с което се превръща в местен герой. През 1965 г. е шампион с Лоренцо Бандини (автомобил Ferrari 275 P2), през 1971 с Тойне Хеземанс (Alfa Romeo Tipo 33) и 1975 г. с Артуро Мерцарио (Alfa Romeo Tipo 33).
Дебютира в състезания от Формула 1 през 1961 г., но не постига успехи. Най-доброто му класиране е 9-о място от Голямата награда на Италия през 1962 г. с екипа на Лотус.
През 2007 г. участва в демострации по случай 60-годишнината от основаването на Ферари.